# Patrik Schick
Patrik Schick (Praag, 24 januari 1996) is een Tsjechisch voetballer die doorgaans als aanvaller speelt. Hij verruilde AS Roma in september 2020 voor Bayer Leverkusen. Schick debuteerde in 2016 in het Tsjechisch voetbalelftal, waarmee hij deelnam aan het EK 2020.

## Clubcarrière

### Sparta Praag
Schick speelde in de jeugd bij Sparta Praag. Hiervoor debuteerde hij in april 2014 in het eerste elftal, in de bekerwedstrijd tegen FK Jablonec. Een paar weken later maakte hij ook zijn competitiedebuut, tegen FK Teplice. In de 84ste minuut verving hij Josef Hušbauer. De club verhuurde hem gedurende het seizoenen 2015/16 aan Bohemians, waarvoor hij acht doelpunten maakte in 27 competitieduels.

### UC Sampdoria
Schick tekende in juli 2016 een vierjarig contract bij UC Sampdoria, dat vier miljoen euro voor hem betaalde. Hij debuteerde voor Sampdoria op 14 augustus 2016, in een wedstrijd tegen Bassano Virtus 55 S.T.. Zijn debuut in de Serie A volgde een week later, tegen Empoli FC. In de 61ste minuut verving hij Ricardo Álvarez. Op 26 oktober 2016 maakte Schick zijn eerste treffer voor Sampdoria, in de competitiewedstrijd tegen Juventus FC. Ondanks zijn doelpunt ging Sampdoria met 4–1 onderuit. In dat seizoen was Schick uiteindelijk elfmaal trefzeker in 32 competitiewedstrijden. Hij speelde zich in zijn eerste jaar bij Sampdoria onder de aandacht van verschillende andere Italiaanse clubs. Hij onderging in juni 2017 een medische keuring bij Juventus, maar die club blies zijn komst een maand daarna af.

### AS Roma
Schick verhuisde in augustus 2017 alsnog, maar dan naar AS Roma. Schick ging daar in eerste instantie aan de slag op huurbasis. De clubs spraken daarbij af dat zijn overgang definitief zou worden na het behalen van bepaalde sportieve doelstellingen. Schick debuteerde voor AS Roma op 16 september 2017 tegen Hellas Verona in de Serie A (3–0 zege) door een kwartier voor tijd het veld in te komen voor Radja Nainggolan. Op 20 december 2017 scoorde Schick voor het eerst in het shirt van AS Roma, tegen Torino FC in de achtste finales van de Coppa Italia. Zijn doelpunt was genoeg in een 1–2 nederlaag. Aan het eind van het seizoen kreeg Schick steeds meer speeltijd. Zo kwam hij in actie tegen FC Barcelona en Liverpool FC in de kwartfinale en halve finale van de UEFA Champions League. Schick tekende in juli 2018 een contract tot medio 2022 bij AS Roma.

#### Verhuur aan RB Leipzig
Op 2 september 2019 werd bekendgemaakt dat Schick voor een seizoen werd verhuurd aan RB Leipzig. Hij debuteerde voor RB Leipzig op 5 oktober 2019 in de Bundesliga tegen Bayer Leverkusen. Bij een 1–1 gelijkspel verving hij in de 63ste minuut Marcel Sabitzer. Op 30 november 2019 scoorde hij voor het eerst voor Die Roten Bullen, in de derde minuut, bij een 2–3 zege in de competitiewedstrijd tegen SC Paderborn. In datzelfde competitieseizoen maakte hij nog negen treffers. RB Leipzig behaalde de halve finales van de Champions League, waarin RB Leipzig werd uitgeschakeld door Paris Saint-Germain. Het lukte RB Leipzig niet om de optie te gebruiken om Schick definitief over te nemen.

### Bayer Leverkusen
Op 8 september 2020 werd bekendgemaakt dat Schick transfereerde van AS Roma naar Bayer Leverkusen. Hiervoor debuteerde hij op 13 september 2020, tegen Eintracht Norderstedt in de DFB-Pokal. Hij scoorde direct, door de eindstand 0–7 op het scorebord te zetten. Een week later maakte hij zijn Bundesliga-debuut voor Bayer Leverkusen, tegen VfL Wolfsburg, door Lucas Alario te vervangen in de 63ste minuut. Zijn eerste competitiegoal volgde op 3 oktober 2020 bij een 1–1 gelijkspel tegen VfB Stuttgart. Op 26 november 2020 was Schick voor het eerst trefzeker in een internationale wedstrijd, bij een 4–1 zege tegen Hapoel Beër Sjeva in de Europa League. In het seizoen 2020/21 scoorde Schick 13 maal in 36 wedstrijden en eindigde Bayer Leverkusen op de zesde plaats van de Bundesliga. Het seizoen erop begon Schick uitstekend, met acht goals en twee assists in de eerste negen speelrondes. Op 4 december was hij tegen SpVgg Greuther Fürth goed voor maar liefst vier goals en één assists, terwijl Bayer met 7-1 won. Met vier goals in de laatste vier speelrondes eindigde Schick op 24 goals en vijf assists in 27 competitiewedstrijden. Alleen Robert Lewandowski (35 goals) scoorde dat seizoen meer Bundesliga-goals. 
Het seizoen 2022/23 betekende vooral veel blessureleed voor Schick. Na tien speelrondes raakte hij geblesseerd aan zijn bovenbeen, waarna hij de rest van het seizoen nog maar een handvol wedstrijden speelde. Begin december 2023 keerde Schick terug in de wedstrijdopstelling van Bayer Leverkusen, na ruim een jaar blessureleed. Op 20 december was hij in zijn eerste basisplaats in de Bundesliga goed voor een hattrick tegen VfL Bochum. Hij had daar maar een kwartier voor nodig. In maart 2024 was hij meerdere keren goud waard in de blessuretijd. In het tweeluik tegen FK Qarabağ in de achtste finale van de UEFA Europa League scoorde hij driemaal: in het heenduel scoorde hij in blessuretijd de 2-2, in de return boog hij, wederom in de blessuretijd, een 2-1 achterstand om in een 3-2 overwinning, met opnieuw twee goals. Dit kunstje herhaalde hij op 30 maart in de competitie tegen TSG 1899 Hoffenheim. Hij scoorde in de 91'ste minuut de winnende treffer en door een nederlaag van naaste concurrent FC Bayern München tegen Borussia Dortmund kwam Schick met Bayer daardoor dertien punten los aan kop van de Bundesliga te staan. Op 14 april won hij met Bayer de Bundesliga door Werder Bremen met 5-0 te verslaan. Het was de eerste keer in de clubgeschiedenis. 

## Clubstatistieken
| Seizoen         | Club             | Competitie              | Competitie | Competitie | Beker | Beker | Internationaal | Internationaal | Totaal | Totaal |
| Seizoen         | Club             | Competitie              | Wed.       | Dlp.       | Wed.  | Dlp.  | Wed.           | Dlp.           | Wed.   | Dlp.   |
| --------------- | ---------------- | ----------------------- | ---------- | ---------- | ----- | ----- | -------------- | -------------- | ------ | ------ |
| 2013/14         | Sparta Praag     | 1. česká fotbalová liga | 2          | 0          | 1     | 0     | 0              | 0              | 3      | 0      |
| 2014/15         | Sparta Praag     | 1. česká fotbalová liga | 2          | 0          | 3     | 1     | 2              | 0              | 7      | 1      |
| 2015/16         | → Bohemians      | 1. česká fotbalová liga | 27         | 8          | 1     | 0     | —              | —              | 28     | 8      |
| 2016/17         | Sampdoria        | Serie A                 | 32         | 11         | 3     | 2     | —              | —              | 35     | 13     |
| 2017/18         | → AS Roma        | Serie A                 | 22         | 2          | 1     | 1     | 3              | 0              | 26     | 3      |
| 2018/19         | AS Roma          | Serie A                 | 24         | 3          | 2     | 2     | 6              | 0              | 32     | 5      |
| 2019/20         | → RB Leipzig     | Bundesliga              | 22         | 10         | 1     | 0     | 5              | 0              | 28     | 10     |
| 2020/21         | Bayer Leverkusen | Bundesliga              | 29         | 9          | 2     | 1     | 5              | 3              | 36     | 13     |
| 2021/22         | Bayer Leverkusen | Bundesliga              | 27         | 24         | 1     | 0     | 3              | 0              | 31     | 24     |
| 2022/23         | Bayer Leverkusen | Bundesliga              | 14         | 3          | 1     | 1     | 8              | 0              | 23     | 4      |
| 2023/24         | Bayer Leverkusen | Bundesliga              | 15         | 5          | 3     | 1     | 6              | 5              | 24     | 11     |
| Carrière totaal | Carrière totaal  | Carrière totaal         | 216        | 75         | 19    | 9     | 38             | 8              | 273    | 92     |

## Interlandcarrière

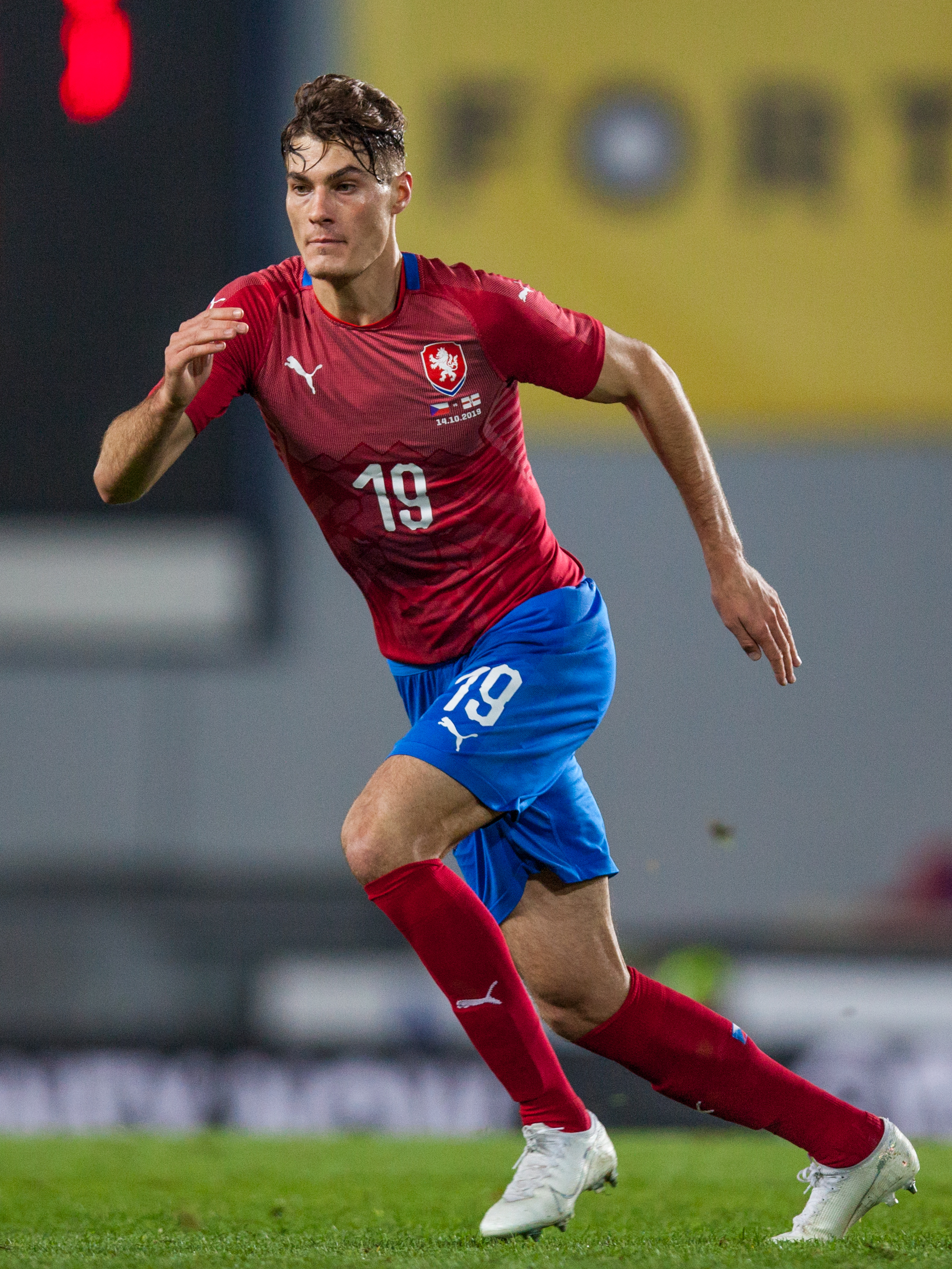
Schick voor Tsjechië in oktober 2019

Schick werd voorafgaand aan het EK 2016 voor het eerst opgeroepen voor het Tsjechisch voetbalelftal, door Pavel Vrba. Hij debuteerde op 27 mei 2016 voor de nationale ploeg, in een oefenwedstrijd tegen Malta. Hij viel na 66 minuten in voor Tomáš Rosický en maakte in de extra tijd het zesde en laatste doelpunt voor de Tsjechen. Schick werd niet geselecteerd voor het EK 2016. Hij werd door Jaroslav Šilhavý wel geselecteerd voor het EK 2020. In de openingswedstrijd van Tsjechië, op 14 juni 2021 tegen Schotland, maakte hij twee doelpunten, waarvan zijn tweede gescoord werd vanaf 45 meter. Dat doelpunt werd verkozen tot Doelpunt van het Toernooi. Later op het toernooi scoorde Schick ook in de groepswedstrijd tegen Kroatië, de achtste finale tegen Nederland en de kwartfinale, waarin Tsjechië werd uitgeschakeld door Denemarken. Enkel Cristiano Ronaldo, die een assist meer leverde, scoorde zo vaak als Schick op het EK 2020.
| Interlanddoelpunten van Patrik Schick voor Tsjechië | Interlanddoelpunten van Patrik Schick voor Tsjechië | Interlanddoelpunten van Patrik Schick voor Tsjechië           | Interlanddoelpunten van Patrik Schick voor Tsjechië | Interlanddoelpunten van Patrik Schick voor Tsjechië | Interlanddoelpunten van Patrik Schick voor Tsjechië | Interlanddoelpunten van Patrik Schick voor Tsjechië |
| №                                                   | Datum                                               | Locatie                                                       | Tegenstander                                        | Score                                               | Uitslag                                             | Competitie                                          |
| --------------------------------------------------- | --------------------------------------------------- | ------------------------------------------------------------- | --------------------------------------------------- | --------------------------------------------------- | --------------------------------------------------- | --------------------------------------------------- |
| 1                                                   | 27 mei 2016                                         | Kufstein Arena, Kufstein                                      | Malta                                               | 6–0                                                 | 6–0                                                 | Vriendschappelijk                                   |
| 2                                                   | 26 maart 2018                                       | Guangxi Sportcenter, Nanning                                  | China                                               | 1–2                                                 | 1–4                                                 | Vriendschappelijk                                   |
| 3                                                   | 6 september 2018                                    | Městský fotbalový stadion Miroslava Valenty, Uherské Hradiště | Oekraïne                                            | 1–0                                                 | 1–2                                                 | UEFA Nations League                                 |
| 4                                                   | 13 oktober 2018                                     | Štadión Antona Malatinského, Trnava                           | Slowakije                                           | 1– 2'                                               | 1–2                                                 | UEFA Nations League                                 |
| 5                                                   | 19 november 2018                                    | Sinobo Stadium, Praag                                         | Slowakije                                           | 1– 0                                                | 1–0                                                 | UEFA Nations League                                 |
| 6                                                   | 7 juni 2019                                         | Generali Česká pojišťovna Arena, Praag                        | Bulgarije                                           | 1–1                                                 | 2–1                                                 | Kwalificatie EK 2020                                |
| 7                                                   | 7 juni 2019                                         | Generali Česká pojišťovna Arena, Praag                        | Bulgarije                                           | 2 – 1                                               | 2–1                                                 | Kwalificatie EK 2020                                |
| 8                                                   | 10 juni 2019                                        | Andrův stadion, Olomouc                                       | Montenegro                                          | 3–0                                                 | 3–0                                                 | Kwalificatie EK 2020                                |
| 9                                                   | 7 september 2019                                    | Fadil Vokrristadion, Pristina                                 | Kosovo                                              | 0–1                                                 | 2–1                                                 | Kwalificatie EK 2020                                |
| 10                                                  | 24 maart 2021                                       | Arena Lublin, Lublin                                          | Estland                                             | 1–1                                                 | 2–6                                                 | Kwalificatie WK 2022                                |
| 11                                                  | 8 juni 2021                                         | Generali Česká pojišťovna Arena, Praag                        | Albanië                                             | 1–0                                                 | 3–1                                                 | Vriendschappelijk                                   |
| 12                                                  | 14 juni 2021                                        | Hampden Park, Glasgow                                         | Schotland                                           | 0–1                                                 | 0–2                                                 | EK 2020                                             |
| 13                                                  | 14 juni 2021                                        | Hampden Park, Glasgow                                         | Schotland                                           | 0–2                                                 | 0–2                                                 | EK 2020                                             |
| 14                                                  | 18 juni 2021                                        | Hampden Park, Glasgow                                         | Kroatië                                             | 0–1                                                 | 1–1                                                 | EK 2020                                             |
| 15                                                  | 27 juni 2021                                        | Puskás Aréna, Boedapest                                       | Nederland                                           | 0–2                                                 | 0–2                                                 | EK 2020                                             |
| 16                                                  | 3 juli 2021                                         | Olympisch Stadion, Bakoe                                      | Denemarken                                          | 1–2                                                 | 1–2                                                 | EK 2020                                             |

## Erelijst
| Competitie              | Aantal       | Jaren        |              |              |
| Sparta Praag            | Sparta Praag | Sparta Praag | Sparta Praag | Sparta Praag |
| ----------------------- | ------------ | ------------ | ------------ | ------------ |
| 1. česká fotbalová liga | 1x           | 2013/14      |              |              |
| Beker van Tsjechië      | 1x           | 2013/14      |              |              |
| Bayer Leverkusen        |              |              |              |              |
| Bundesliga              | 1x           | 2023/24      |              |              |
| DFB-Pokal               | 1x           | 2023/24      |              |              |
| DFL-Supercup            | 1x           | 2024         |              |              |